# William Artaud
William Artaud (Londra, 24 marzo 1763 – Londra, 1823) è stato un pittore britannico.

## Biografia
Figlio di un gioielliere londinese, vinse un premio alla Royal Society of Arts nel 1776 ed esibì le sue opere pittoriche nel 1780 alla Royal Academy. Studiò alle Royal Academy Schools, aggiudicandosi la medaglia d'argento nel 1783 e la medaglia d'oro nel 1786. Si distinse per i suoi ritratti e per i soggetti biblici, molti dei quali divennero incisioni nella Bibbia di Thomas Macklin. Espose per l'ultima volta alla Royal Academy nel 1822. Morì presumibilmente l'anno successivo.